# ラケット少年団
『ラケット少年団』（ラケットしょうねんだん、原題：라켓소년단）は、韓国のSBSで2021年5月31日から同年8月9日まで放送されたテレビドラマ。日本では動画配信サイトのNetflixで配信されている。

## 登場人物

### へナム西中学校
- ユン・ヒョンジョン：キム・サンギョン
- ユン・ヘガン：タン・ジュンサン
- パン・ユンダム：ソン・サンヨン
- ナ・ウチャン：チェ・ヒョヌク
- イ・ヨンテ：キム・ガンフン

### ヘナム第一女子中学校
- ラ・ヨンジャ：オ・ナラ
- ハン・セユン：イ・ジェイン（朝鮮語版）
- イ・ハンソル：イ・ジウォン（朝鮮語版）

### ヘガンの家族
- ユン・ヘイン：アン・セビン

## スタッフ
- 演出：チョ・ヨングァン、アン・ジョンヨン
- 脚本：チョン・ボフン
- 制作：STUDIO S、pan ENTERTAINMENT（英語版）